# Rodange
Rodange (Rodingen en alemany) és una ciutat a la comuna de Pétange, al sud-oest de Luxemburg. Està al costat de la frontera amb Bèlgica, oposada a la ciutat d'Athus. La ciutat es troba al sud-oest de la ciutat de Pétange i a l'oest de Lamadelaine, més petita. A data de 2010 tenia 5,505 habitants, essent la 18a ciutat més poblada del país.
La ciutat té una estació dels ferrocarrils CFL que la connecta amb Ciutat de Luxemburg, Athus i la ciutat francesa de Longuyon (via Longwy).

## Fàbriques d'acer
La indústria siderúrgica de Rodange va ser fundada el 1872. Després de nombroses fusions i reestructuracions a data de 2010 la planta produeix principalment productes d'acer llarg (reblons, rails, etc.) i forma part del grup ArcelorMittal Rodange & Schifflange una divisió de ArcelorMittal.